# Communauté de communes Authie-Maye
Pour les articles homonymes, voir Maye.
La communauté de communes Authie-Maye est une ancienne communauté de communes française, située dans le département de la Somme, en région Hauts-de-France. 
Au premier janvier 2017, cette structure fusionne avec les anciennes intercommunalités du canton de Nouvion et d'Ailly-le-Haut-Clocher pour former la communauté de communes du Ponthieu-Marquenterre.

## Historique
La communauté de communes a été créée par un arrêté préfectoral du 14 décembre 2007.
Le 1er janvier 2009, la commune de Conteville se retire de la communauté pour adhérer à la communauté de communes du Bernavillois.
Dans le cadre des dispositions de la loi portant nouvelle organisation territoriale de la République du 7 août 2015, qui prévoit que les établissements publics de coopération intercommunale (EPCI) à fiscalité propre doivent avoir un minimum de 15 000 habitants, la préfète de la Somme propose en octobre 2015 un projet de nouveau schéma départemental de coopération intercommunale (SDCI) qui prévoit la réduction de 28 à 16 du nombre des intercommunalités à fiscalité propre du Département. 
Ce projet prévoit la « fusion des communautés de communes Authie-Maye, de Nouvion et du Haut Clocher », le nouvel ensemble de 33 300 habitants regroupant 71 communes,, retrouvant ainsi pour retrouver les limites de l’ancien syndicat du Ponthieu-Marquenterre. À la suite de l'avis favorable des intercommunalités concernées (malgré les réticences de certaines communes) et de la commission départementale de coopération intercommunale en janvier 2016, la préfecture sollicite l'avis formel des conseils municipaux et communautaires concernés en vue de la mise en œuvre de la fusion le 1er janvier 2017.

## Le territoire communautaire

### Géographie
La communauté regroupe des communes des anciens cantons de Crécy-en-Ponthieu et de Rue, en limite nord-ouest du département de  la Somme.

### Composition
Cette communauté de communes est composée des communes suivantes :
| Nom                       | Code Insee | Gentilé        | Superficie (km2) | Population (dernière pop. légale) | Densité (hab./km2) |
| ------------------------- | ---------- | -------------- | ---------------- | --------------------------------- | ------------------ |
| Rue (siège)               | 80688      | Ruens          | 29,06            | 3 112 (2014)                      | 107                |
| Argoules                  | 80025      | Argoulois      | 9,45             | 323 (2014)                        | 34                 |
| Arry                      | 80030      |                | 7,34             | 201 (2014)                        | 27                 |
| Bernay-en-Ponthieu        | 80087      | Bernayens      | 9,97             | 232 (2014)                        | 23                 |
| Boufflers                 | 80118      | Boufflerois    | 5,62             | 122 (2014)                        | 22                 |
| Brailly-Cornehotte        | 80133      |                | 11,50            | 239 (2014)                        | 21                 |
| Crécy-en-Ponthieu         | 80222      | Crécéens       | 56,55            | 1 473 (2014)                      | 26                 |
| Dominois                  | 80244      | Dominoisiens   | 6,15             | 188 (2014)                        | 31                 |
| Dompierre-sur-Authie      | 80248      |                | 22,73            | 416 (2014)                        | 18                 |
| Estrées-lès-Crécy         | 80290      |                | 11,19            | 390 (2014)                        | 35                 |
| Favières                  | 80303      |                | 12,62            | 462 (2014)                        | 37                 |
| Fontaine-sur-Maye         | 80327      |                | 5,67             | 161 (2014)                        | 28                 |
| Fort-Mahon-Plage          | 80333      | Fort-Mahonnais | 13,04            | 1 215 (2014)                      | 93                 |
| Froyelles                 | 80371      |                | 2,79             | 116 (2014)                        | 42                 |
| Gueschart                 | 80396      |                | 12,89            | 303 (2014)                        | 24                 |
| Le Boisle                 | 80109      |                | 11,68            | 371 (2014)                        | 32                 |
| Le Crotoy                 | 80228      | Crotellois     | 16,32            | 2 114 (2014)                      | 130                |
| Ligescourt                | 80477      |                | 5,12             | 229 (2014)                        | 45                 |
| Machiel                   | 80496      | Machielois     | 6,61             | 182 (2014)                        | 28                 |
| Machy                     | 80497      |                | 3,29             | 132 (2014)                        | 40                 |
| Maison-Ponthieu           | 80501      | Maisonpontins  | 10,95            | 261 (2014)                        | 24                 |
| Nampont                   | 80580      | Nampontois     | 19,39            | 242 (2014)                        | 12                 |
| Neuilly-le-Dien           | 80589      |                | 4,90             | 92 (2014)                         | 19                 |
| Noyelles-en-Chaussée      | 80599      | Noyellois      | 10,47            | 252 (2014)                        | 24                 |
| Ponches-Estruval          | 80631      |                | 7,04             | 116 (2014)                        | 16                 |
| Quend                     | 80649      | Quennois       | 37,78            | 1 393 (2014)                      | 37                 |
| Regnière-Écluse           | 80665      |                | 9,54             | 128 (2014)                        | 13                 |
| Saint-Quentin-en-Tourmont | 80713      |                | 32,89            | 307 (2014)                        | 9,3                |
| Vercourt                  | 80787      |                | 4,67             | 95 (2014)                         | 20                 |
| Villers-sur-Authie        | 80806      |                | 12,01            | 459 (2014)                        | 38                 |
| Vironchaux                | 80808      | Vironchellois  | 16,14            | 479 (2014)                        | 30                 |
| Vron                      | 80815      | Vronais        | 20,67            | 837 (2014)                        | 40                 |
| Yvrench                   | 80832      |                | 9,29             | 314 (2014)                        | 34                 |
| Yvrencheux                | 80833      |                | 6,01             | 131 (2014)                        | 22                 |

## Organisation

### Siège
Le siège de la communauté de communes est en mairie de Rue, 3 rue Ernest Dumont.

### Élus
La communauté de communes est administrée par son conseil communautaire, composé, pour la mandature 2014-2020, de 63 conseillers municipaux représentant chacune des communes membres répartis sensiblement en fonction de leur population.
Le conseil communautaire du 25 avril 2014 a élu son nouveau président, Claude Hertault, maire de  Nampont, ainsi que ses 8 vice-présidents, qui sont : 
1. Éric Botte ;
2. Richard Renard, maire de Rue ;
3. Alain Spriet, maire-adjoint de Vron
4. Marie-Claire Fourdinier, maire-adjointe de Quend
5. Pierrick Lukowski, élu du Crotoy ;
6. Valérie-Anne Canal, maire d'Yvrench
7. Isabelle Alexandre ;
8. Vincent Dubois, maire de Vercourt[8].

Ensemble, ils forment le bureau de la communauté de communes pour la mandature 2014-2020.

### Liste des présidents
| Période                                  | Période    | Identité           | Étiquette | Qualité                                                                                                |
| ---------------------------------------- | ---------- | ------------------ | --------- | --- |
| Les données manquantes sont à compléter. |            |                    |           | |
|                                          | avril 2014 | Régis Lécuyer      | NC        | Notaire Maire de Crécy-en-Ponthieu (2001 → 2014) Conseiller général de Crécy-en-Ponthieu (1982 → 2015) |
| avril 2014                               | En cours   | M. Claude Hertault | UDI       | Agriculteur Maire de Nampont (2001 → ) Conseiller départemental de Rue (2015 → )                       |

### Compétences
La communauté de communes exerce les compétences qui lui ont été transférées par les communes membres, dans le cadre :
- Aménagement de l'espace (Schéma de cohérence territoriale, aide à l'élaboration des documents d'urbanisme des communes, création, entretien et balisage des chemins de randonnées...) ;
- Développement économique (zones d'activité, actions de développement économique, développement et modernisation de l'artisanat et du commerce...) ;
- Protection et mise en valeur de l'environnement (collecte et traitement des ordures ménagères) ;
- Voiries reconnues d'intérêt communautaire ;
- Politique du logement ( programme local de l'habitat, actions et aides permettant l’acquisition et la réhabilitation de logements locatifs, OPAH, ZAC,adhésion à un établissement public foncier) ;
- Action sociale (participation aux structures favorisant la formation, l’emploi et l’insertion - points multiservices) ;
- Équipements sportifs (gymnases de Rue et de Crécy-en-Ponthieu), manifestations sportives, culturelles ou artistiques  d’intérêt communautaire ;
- Action éducative : relais d’assistantes maternelles, centres de loisirs sans hébergement (sauf périscolaires) et séjours de vacance, structures petite enfance, promotion du sport et de la culture dans les écoles, études pour l’accueil et la scolarisation des élèves des écoles maternelles et primaires, soutien financier aux cinémas classés art et essai et aux cinémas de type associatif ;
- Transport à la demande dépassant le cadre d'une commune ;
- Actions de développement des nouvelles technologies de l’information et de la communication d’intérêt communautaire ;
- Création de zone de développement éolien[10].

### Régime fiscal et budget
La Communauté de communes est un établissement public de coopération intercommunale à fiscalité propre.
Afin de financer l'exercice de ses compétences, l'intercommunalité perçoit la fiscalité professionnelle unique (FPU) – qui a succédé à la taxe professionnelle unique (TPU) – et assure une péréquation de ressources entre les communes résidentielles et celles dotées de zones d'activité.
Elle perçoit également une taxe d'enlèvement des ordures ménagères.